# Tanrake
 (octobre 2020).

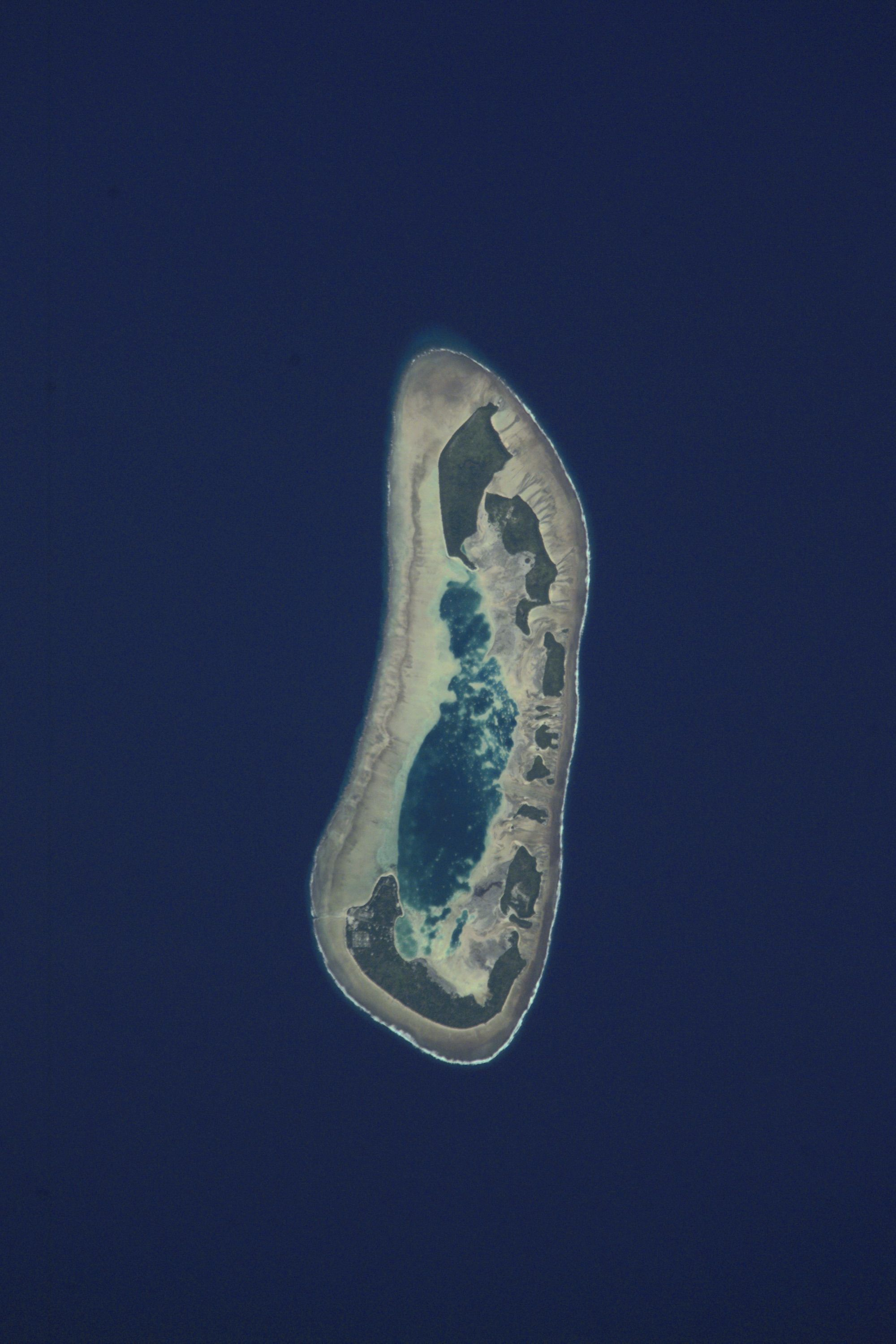
Tuvalu, atoll de Nui, depuis l'espace

Tanrake, aussi nommé Manutalake - Meang, est un village de Tuvalu situé sur l'atoll de Nui. En 2012 le village compte 221 habitants.